# Ricardo Rosselló
Ricardo Antonio Rosselló Nevares /ˌroʊseɪˈoʊ/ (sinh ngày 7 tháng 3 năm 1979) là một chính trị gia, nhà khoa học và doanh nhân Puerto Rico. Kể từ năm 2017, Rosselló đã đảm nhận chức vụ thống đốc Puerto Rico thứ 12. Ông là con trai của cựu thống đốc của Puerto Rico và bác sĩ phẫu thuật nhi khoa Pedro Rosselló.
Năm 2010, Rosselló thành lập nhóm vận động chính trị Boricua ¡Ahora Es! Để biện hộ cho việc thay đổi tình trạng chính trị hiện tại của Puerto Rico. Rosselló ủng hộ Tiểu bang Puerto Rico. Sau nhiều năm vận động chính trị, Rosselló tuyên bố rằng ông sẽ tìm kiếm sự đề cử của Đảng tiến bộ mới (PNP bằng tiếng Tây Ban Nha) cho Thống đốc Puerto Rico vào năm 2016. Sau khi giành chiến thắng trong cuộc bầu cử sơ bộ của Đảng Tiến bộ mới, Rosselló đã được bầu làm Thống đốc trong Tổng tuyển cử 2016, đánh bại năm ứng cử viên khác.
Vào tháng 7 năm 2019, Rosselló phải đối mặt với tranh cãi rộng rãi sau khi trò chuyện nhóm trên ứng dụng Telegram giữa Rosselló và nhân viên của anh ta đã được công khai. Cuộc trò chuyện bao gồm ngôn ngữ thô tục, một cuộc thảo luận về hoạt động của các mạng troll Internet trên phương tiện truyền thông xã hội và một mối đe dọa tử vong rõ ràng được thực hiện bởi Rosselló chống lại Thị trưởng San Juan Carmen Yulín Cruz. Do rò rỉ, các cuộc biểu tình đã được tổ chức trong nhiều ngày liên tiếp trên khắp Puerto Rico, với sự từ chức của Rosselló là mục tiêu chính. Ước tính 500.000 người đã đến Old San Juan vào ngày 17 tháng 7 năm 2019 như một phần của cuộc biểu tình. Rosselló xin lỗi về vai trò của mình trong các cuộc trò chuyện, nhưng tuyên bố rằng ông dự định hoàn thành nhiệm kỳ thống đốc.
Vào ngày 21 tháng 7 năm 2019, Roselló nói trong một tuyên bố rằng ông "sẽ không tìm kiếm sự tái tranh cử" trong bối cảnh các cuộc biểu tình tìm kiếm ông, nhưng sẽ chỉ từ chức chủ tịch PNP chứ không phải là thống đốc. Vào ngày 23 tháng 7 năm 2019, một cuộc đình công quốc gia đã diễn ra trên Expreso Las Américas, với ước tính tham dự từ 750.000 đến 1.000.000 người yêu cầu Rosselló từ chức.

## Thời trẻ và học vấn
Rosselló sinh năm 1979 tại San Juan, Puerto Rico, con trai của Pedro Rosselló và Maga Nevares. Các anh trai của ông là Juan Oscar (sinh năm 1971) và Luis Roberto (sinh năm 1973). Pedro Rosselló từng là Thống đốc Puerto Rico từ năm 1993 đến 2001. Ông cố nội của Rosselló, Pedro Juan Rosselló Batle, nhập cư vào năm 1902 ở tuổi 23 từ Lloseta, Mallorca, Tây Ban Nha.
Rosselló theo học trung học tại Colegio Marista de Guaynabo. Anh được chọn tham gia Olympic toán học quốc tế. 
Rosselló lấy bằng cử nhân từ Học viện công nghệ Massachusetts (MIT) năm 2001 ngành kỹ thuật y sinh và kinh tế. Khi còn là sinh viên đại học, ông là chủ tịch của Hiệp hội sinh viên Puerto Rico tại MIT và là người giành giải thưởng của Văn phòng Trưởng khoa vì sự lãnh đạo xuất sắc và dịch vụ cộng đồng. Ngoài ra, ông là người nhận được giải thưởng "xuất sắc trong học tập" của văn phòng thiểu số và là phó giám đốc trẻ nhất trong Olympic Toán học quốc tế năm 2000. Là một nhà nghiên cứu ở trường đại học, Rosselló tập trung vào nghiên cứu tế bào gốc trưởng thành. Ông đã nhận được bằng tiến sĩ ngành kỹ thuật y sinh, từ Đại học Michigan.